# خط کوون تونگ
خط کوون تونگ (انگلیسی: Kwun Tong line) یکی از خطوط مترو ام‌تی‌آر در هنگ کنگ است.
این خط که در سال ۱۹۷۹ تأسیس شده دارای ۱۷ ایستگاه و ۱۸٫۴ کیلومتر طول است.

## نگارخانه

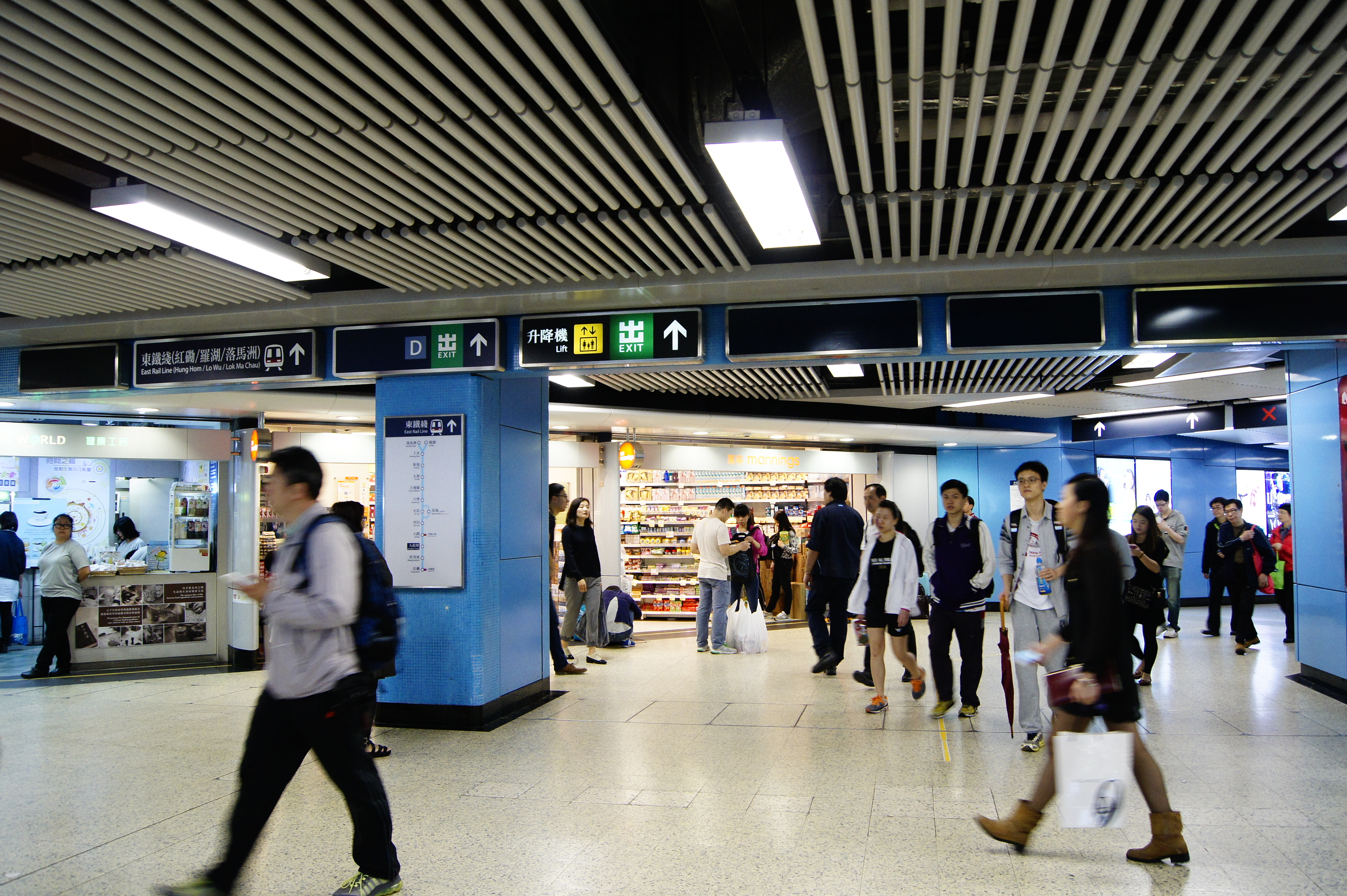
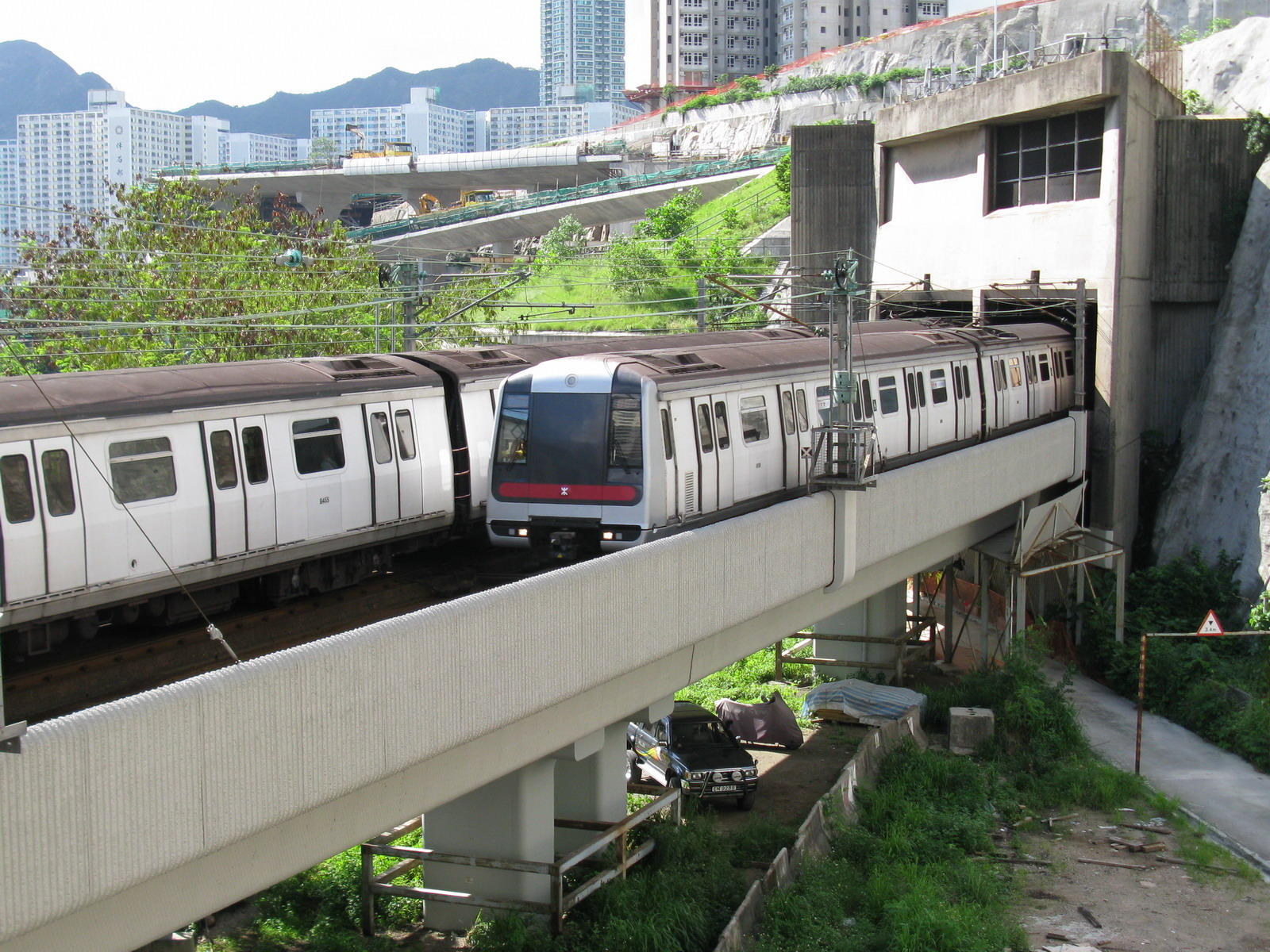
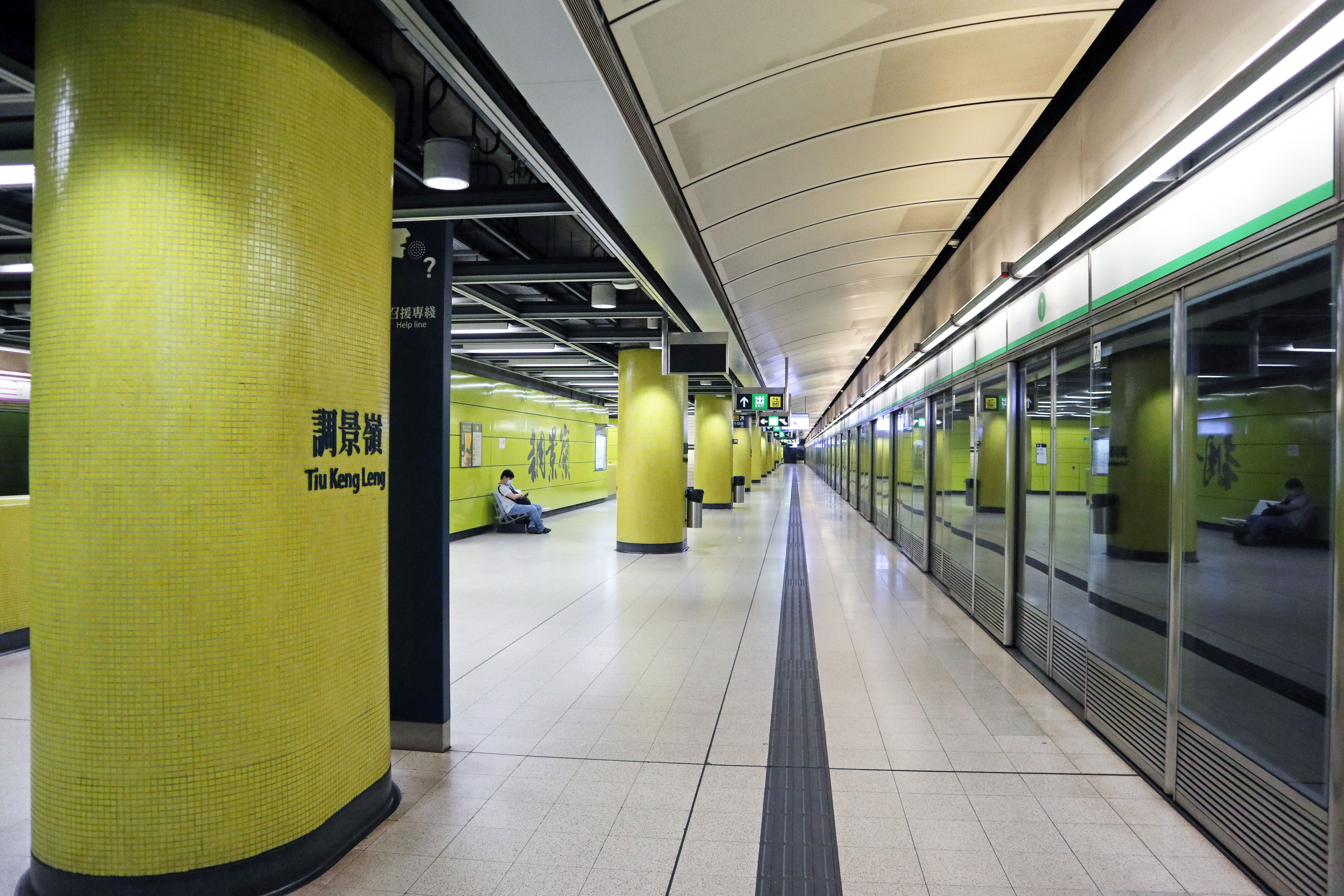
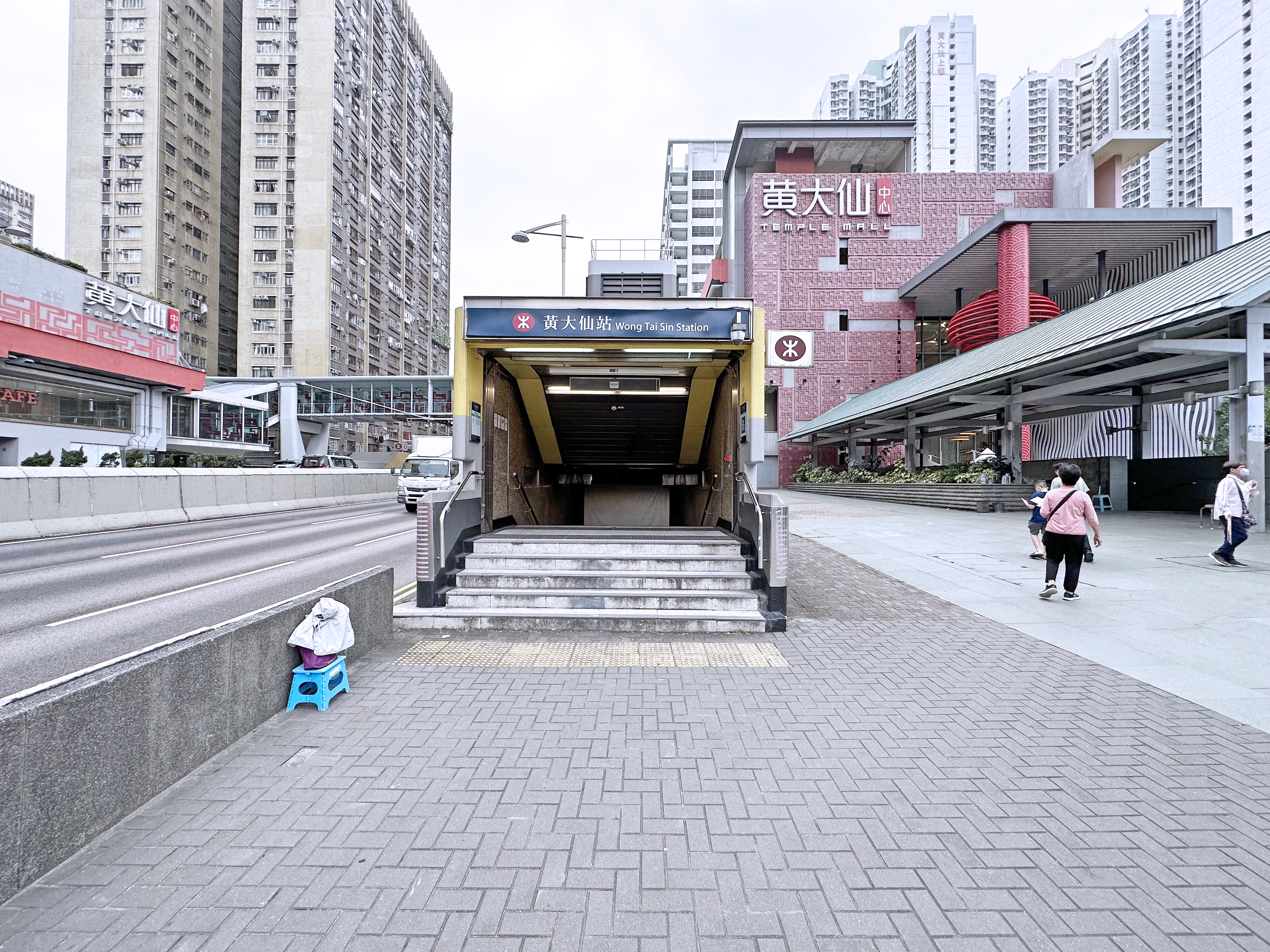